# Plena
La plena est un genre musical important de la musique folklorique de Porto Rico et de Panama, et typiquement associé aux régions côtières de l'île. Comme le corrido au Mexique, la plena est constituée de chansons qui racontent en détail les douleurs et  l'ironie de la vie du peuple. 

## Historique
Il y a plusieurs théories sur les origines de la plena. La plus populaire est que la plena est née à Ponce, sur la côte du sud de Porto Rico, vers 1920, comme le suggère la plena populaire : San Antón. Cependant, l'historien de la musique Francisco López Cruz fait une distinction entre la musique et la danse : selon lui, on peut déjà trouver des éléments de la musique plena vers 1875, la danse apparaissant ensuite à Ponce.
La plena est apparue le long de la côte du sud de l'île. Elle a permis aux populations d'esclaves et de paysans, de témoigner de leur vie à travers la musique. Elle a des racines africaines et quelques influences des indiens "jíbaro" ou Taíno.
Des genres de musique assez semblables, sont le corrido du Mexique, la romance de l'Espagne, le calypso de Trinidad, le porro de la Colombie et le merengue de la République dominicaine.
Quand les paysans ont migré à San Juan et à d'autres zones urbaines, la plena a commencé à faire partie de la vie culturelle urbaine et a servi de divertissement, comme cela se passe partout avec la musique folklorique. Les musiciens ont fait évoluer la musique en y ajoutant des cuivres, des rythmes compliqués, des chants d'appel-et-réponse improvisés qu'on retrouve dans d'autres genres, comme la bomba ou la salsa.

## Description
Les paroles de la plena commentent l'actualité. C'est pourquoi on l'appelle "el periodico cantado", le journal chanté. Les chanteurs récitent les événements du jour, font la satire de la vie politique. Toutes les plenas ne traitent pas d'actualité, certaines ont un caractère plus personnel, souvent espiègle et plein d'humour, sans rapport avec l'actualité ou la politique. 
Les chanteurs de plena incluent un soliste et un chœur chantant dans un appel et une réponse, en mode antiphonal. Le chœur est formé d'un ou deux chanteurs, le deuxième peut chanter l'harmonie une octave plus haut (ce qui est appelé "requintar").
Un excellent exemple moderne de ce genre est la chanson El Bombón de Elena enregistrée par Ismael Rivera et Rafael Cortijo.

## La chorégraphie
Le plena peut se danser, mais contrairement à la bomba il n'y a pas de dialogue musicien/danseurs. Elle se danse en couple, bien qu'il semble qu'à l'origine les couples ne se tenaient pas. 

## Les instruments
La plena est jouée en 2/4, avec des instruments qui incluent typiquement plusieurs tailles et tonalités de panderetas, aussi appelés "panderos". Les panderetas sont les instruments les plus caractéristiques de la plena. Un pandero est un tambour tenu à la main, semblable à un tambourin, mais sans les cymbales, avec une peau animale tendue sur un encadrement.
Trois panderetas de tailles différentes sont nécessaires pour un ensemble de plena complet. 
Deux tambours de soutien sont aussi typiques de l'instrumentation plena. 
L'un appelé seguidora, fournit la base rythmique et le deuxième est le tambour principal, appelé requinto qui renforce les accents de la structure rythmique et est aussi utilisé pour les solos d'improvisation. Un autre instrument important utilisé dans la plena est le güiro, dont le rôle premier est de jouer un rythme fixe, mais qui peut aussi être utilisé pour jouer des solos. D'autres instruments parfois utilisés sont le cuatro, la  guitare, les congas ou les maraca. Un accordéon ou un harmonica peuvent aussi être utilisés, mais ce n'est pas typique. Quelques ensembles plena incluent une trompette, une clarinette, ou un autre instrument à vent. 
La plena et la bomba sont liées au point qu'à Puerto Rico on a formé le mot "bombayplena" :
La plena et la bomba partagent des racines africaine, utilisent des tambours de différentes tailles, le chant est assuré par un soliste en un chœur, les paroles parlent de la vie quotidienne des gens.
Mais malgré ces points communs, il y a aussi des différences : types de tambours, importance de la danse pour la bomba, structure des vers.
La plena a été surpassée par le rock, la salsa, le merengue et des genres musicaux plus modernes. Dans les années 1960 et années 1970, des artistes de Puerto Rico et de New York comme César 
Concepción et Mon Rivera, ont modernisé la plena avec une instrumentation de style big band et l'emploi de trombones.
L'artiste de salsa Willie Colón a permis de redécouvrir la plena en signant deux albums avec Yomo Toro, le maître du cuatro (album incluant plusieurs plenas et musiques jivaro orchestrées en salsa) et deux albums avec Mon Rivera en 1975 et 1976.

## Interprètes connus
- Manuel A Jiménez, ‘El Canario’
- Ismael Rivera
- Rafael Cortijo
- Match & Daddy